# Saxgodingar 2
Saxgodingar 2 är ett instrumentalt album från 1983 av det svenska dansbandet Thorleifs.

## Låtlista
1. "My Happiness"
2. "Oh Carol"
3. "Bröllopet"
4. "Sången skall klinga"
5. "Green Green Grass of Home"
6. "Still"
7. "Nyanser"
8. "Memory"
9. "Swing'n Rock"
10. "Ginny Come Lately"
11. "Lili Marleen"
12. "But I Do"
13. "Save Your Love"